# 金山友紀
金山 友紀（かなやま ゆうき、1977年9月2日 - ）は、島根県浜田市出身の元フットサル選手である。ポジションはアラ。小柄な体型を活かし、スピードで勝負するプレースタイルである。

## 経歴
島根県浜田市久代町出身。小学生と中学生の頃は野球をプレーしており、敏捷性を活かして主に1番や2番を打っていた。中学3年時にはJリーグが開幕し、1992年に入学した島根県立浜田高校で初めてサッカー部に入部。浜田高校在学時には島根県国体選抜に選ばれている。1995年に浜田高校を卒業し、金沢総合科学専門学校に入学。石川県国体選抜に選ばれ、1997年にはなみはや国体に出場している。フットサルに出会ったのは専門学校在学時である。1998年に金沢総合科学専門学校を卒業し、愛知県のトヨタ蹴球団に加入。愛知県国体選抜に選ばれて1999年のくまもと未来国体と2000年のとやま国体に出場した。
2000年にはカスカヴェウに加入。カスカヴェウ時代には日本代表にも選出され、2004年には2004 FIFAフットサルワールドカップに出場している。2007年にはカスカヴェウがペスカドーラ町田と名を変えて新たに発足したFリーグに参加したため、金山もペスカドーラに所属。2008年には2008 FIFAフットサルワールドカップに出場。
2014年9月28日のヴォスクオーレ仙台戦で右足関節を負傷し、足関節の骨挫傷、足関節不安定症、足関節衝突性外骨腫、足関節有痛性三角骨障害、長母趾屈筋腱損傷、距骨骨軟骨障害、変形性足関節症と診断された。
2023年1月10日2022-2023シーズンを持ち現役引退を発表した。

## 所属クラブ

### サッカー
- 1992年-1995年 島根県立浜田高等学校
- ルネス学園甲賀サッカークラブ
- トヨタ蹴球団

### フットサル
- 1999年-2001年 Born'77
- 2007-2023年 カスカヴェウ/ペスカドーラ町田

出典 : ペスカドーラ町田、有限会社シュート

## タイトル

### フットサル
- カスカヴェウ[2]
  - 関東フットサルリーグ : 2002年、2005年
  - 関東フットサルリーグ優秀選手 : 2005年、2006年
  - FUTSAL地域チャンピオンズリーグ : 2002年度

- フットサル日本代表[2]
  - AFCフットサル選手権 : 2006

## 代表歴

### サッカー
- 石川県国体選抜[2]
  - 1997年なみはや国体出場
- 愛知県国体選抜[2]
  - 1999年くまもと未来国体出場、2000年とやま国体出場

### フットサル
- フットサル日本代表[2]
  - AFCフットサル選手権 : 2001（3位）、2002（準優勝）、2003（準優勝）、2004（準優勝）、2005（準優勝）、2006（優勝）、2007（準優勝）、2008（3位）出場
  - FIFAフットサルワールドカップ : 2004、2008出場

## 個人成績
| 国内大会個人成績 | 国内大会個人成績 | 国内大会個人成績 | 国内大会個人成績 | 国内大会個人成績             | 国内大会個人成績 | 国内大会個人成績 | 国内大会個人成績 | 国内大会個人成績 | 国内大会個人成績 | 国内大会個人成績 | 国内大会個人成績 |
| 年度             | クラブ           | 背番号           | リーグ           | リーグ戦                     | リーグ戦         | リーグ杯         | リーグ杯         | オープン杯       | オープン杯       | 期間通算         | 期間通算         |
| 年度             | クラブ           | 背番号           | リーグ           | 出場                         | 得点             | 出場             | 得点             | 出場             | 得点             | 出場             | 得点             |
| 日本             | 日本             | 日本             | 日本             | リーグ戦                     | リーグ戦         | オーシャン杯     | オーシャン杯     | 全日本選手権     | 全日本選手権     | 期間通算         | 期間通算         |
| ---------------- | ---------------- | ---------------- | ---------------- | ---------------------------- | ---------------- | ---------------- | ---------------- | ---------------- | ---------------- | ---------------- | ---------------- |
| 2001             | カスカヴェウ     |                  | 東京都           |                              |                  |                  |                  |                  |                  |                  |                  |
| 2002             | カスカヴェウ     |                  | 東京都           |                              |                  |                  |                  |                  |                  |                  |                  |
| 2003             | カスカヴェウ     |                  | 東京都           |                              |                  |                  |                  |                  |                  |                  |                  |
| 2004             | カスカヴェウ     |                  | 関東             |                              |                  |                  |                  |                  |                  |                  |                  |
| 2005             | カスカヴェウ     |                  | 関東             |                              |                  |                  |                  |                  |                  |                  |                  |
| 2006             | カスカヴェウ     |                  | 関東             |                              |                  |                  |                  |                  |                  |                  |                  |
| 2007-08          | 町田             | 7                | Fリーグ          | 17                           | 11               |                  |                  |                  |                  |                  |                  |
| 2008-09          | 町田             | 7                | Fリーグ          | 20                           | 13               |                  |                  |                  |                  |                  |                  |
| 2009-10          | 町田             | 7                | Fリーグ          | 22                           | 12               |                  |                  |                  |                  |                  |                  |
| 2010-11          | 町田             | 7                | Fリーグ          | 25                           | 11               |                  |                  |                  |                  |                  |                  |
| 2011-12          | 町田             | 7                | Fリーグ          | 23                           | 16               |                  |                  |                  |                  |                  |                  |
| 2012-13          | 町田             | 7                | Fリーグ          | 21                           | 11               |                  |                  |                  |                  |                  |                  |
| 2013-14          | 町田             | 7                | Fリーグ          | 33                           | 20               |                  |                  |                  |                  |                  |                  |
| 2014-15          | 町田             | 7                | Fリーグ          | 21                           | 10               |                  |                  |                  |                  |                  |                  |
| 2015-16          | 町田             | 7                | Fリーグ          |                              |                  |                  |                  |                  |                  |                  |                  |
| 通算             | 日本             | 日本             | Fリーグ          | 182                          | 104              |                  |                  |                  |                  |                  |                  |
| 総通算           | 総通算           | 総通算           | 総通算           | \|\|\|\|\|\|\|\|\|\|\|\|\|\| |                  |                  |                  |                  |                  |                  |                  |

出典 : ペスカドーラ町田、有限会社シュート